# Свети Георги (Сухо)
Вижте пояснителната страница за други значения на Свети Георги.
„Свети Георги“ (на гръцки: Ναός Αγίου Γεωργίου) е църква в лъгадинското село Сухо (Сохос), Гърция, част от Лъгадинската, Литийска и Рендинска епархия.
Храмът е енорийска църква и е изграден в центъра на селото през XVIII век – в 1750 година. В него са запазени ценни дърворезбовани мебели и икони.
В 1983 година църквата е обявена за паметник на културата.